# Percival (Band)
Percival ist eine polnische Folk-Band aus Lubin, die 2005 gegründet wurde. Als Percival spielt die Gruppe ausschließlich akustischen Folk, während als Nebenprojekt unter dem Namen Percival Schuttenbach, mit weiteren Bandmitgliedern, Folk Metal musiziert wird.

## Geschichte

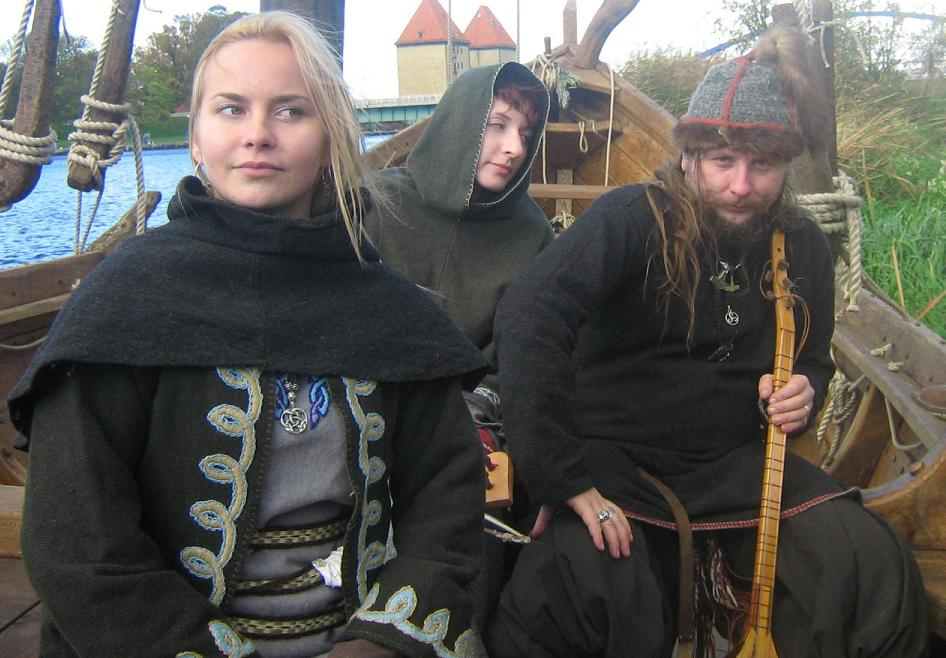
Percival beim „Festiwal Słowian i Wikingów“ (2009)

Die Gruppe wurde 2005 während eines auf Slawen und Wikinger ausgerichteten Mittelaltermarktes in Wollin gegründet. Der Bandname bezieht sich dabei auf den Charakter Percival Schuttenbach aus der Geralt-Saga des polnischen Fantasy-Autoren Andrzej Sapkowski. 2006 trat Joanna Lacher der Gruppe als Sängerin und Trommlerin bei. 2007 veröffentlichte Percival ihr Debütalbum Eiforr, dem ein Jahr später Oj Dido folgte. 2010 trat die Russin Christina Bogdanova Percival bei, ebenfalls als Sängerin und Trommlerin. 2012 machte Slava! den Auftakt zu einer geplanten Albumtrilogie mit slawischer Volksmusik. 2013 engagierte sie das polnische Entwicklerstudio CD Projekt RED, den Soundtrack für das kommende Computerspiel The Witcher 3: Wild Hunt einzuspielen. Dieses erschien schließlich 2015 und trug durch seinen Erfolg wesentlich zur internationalen Popularität der Band bei.

## Diskografie

### Alben
- 2007: Eiforr
- 2008: Oj Dido
- 2009: Słowiański Mit o Stworzeniu Świata (mit Radbor)
- 2009: Reakcja Pogańska (als Percival Schuttenbach)
- 2012: Slava! – Pieśni Słowian Południowych
- 2013: Svantevit (als Percival Schuttenbach)
- 2014: Slava! II – Pieśni Słowian Wschodnich
- 2014: Slavny Tur: Live in Wrocław (Livealbum)
- 2015: Mniejsze Zło (als Percival Schuttenbach)
- 2016: Strzyga (als Percival Schuttenbach)
- 2017: The Witcher 3: Wild Hunt Soundtrack (Doppel-LP)
- 2018: Slava! III – Pieśni Słowian Zachodnich
- 2018: Dzikie Pola (als Percival Schuttenbach)
- 2019: Wild Hunt (Live Pyrkon 2018) (Livealbum)
- 2021: Metal Witcher Concert (Live At Pyrkon 2019) (Livealbum)
- 2023: Slava 4 - Pieśni Słowian Przyszłości

### Lieder (mit Auszeichnungen)
- 2021: Dead Man’s Party (als Percival Schuttenbach, PL: Gold)[3]
- 2021: You’re…Immortal? (als Percival Schuttenbach, PL: Platin)
- 2021: The musty scent of fresh paté (als Percival Schuttenbach, PL: Platin)
- 2021: A story you won’t believe (PL: ×2Doppelplatin )
- 2021: Commanding the fury (als Percival Schuttenbach, PL: ×2Doppelplatin )
- 2021: Aen seidhe (als Percival Schuttenbach, PL: ×2Doppelplatin )
- 2021: Cloak and dagger (PL: ×2Doppelplatin )
- 2021: The song of the sword-dancer (PL: ×2Doppelplatin )
- 2021: Back on the path (PL: ×2Doppelplatin )
- 2021: Another round for everyone (PL: ×2Doppelplatin )
- 2021: Drink up, there’s more! (PL: ×2Doppelplatin )
- 2021: …Steel for humans (PL: ×3Dreifachplatin )
- 2021: The Nightingale (PL: ×3Dreifachplatin )
- 2021: Silver for monsters (PL: Diamant)